# Palosaari (ö i Finland, Birkaland, Nordvästra Birkaland)
Palosaari är en ö i Finland. Den ligger i sjön Nerkoonjärvi och i kommunen Kihniö i den ekonomiska regionen  Nordvästra Birkalands ekonomiska region  och landskapet Birkaland, i den sydvästra delen av landet, 240 km norr om huvudstaden Helsingfors. Öns area är 7,1 hektar och dess största längd är 0,5 kilometer i nord-sydlig riktning.